# Малая Девица
Ма́лая Де́вица (укр. Мала́ Діви́ця) — посёлок в Прилукском районе Черниговской области Украины, административный центр Малодевицкой поселковой общины.

## Географическое положение
Расположено на реке Галка.
Расстояние до Чернигова — 155 км, до Киева — 150 км.

## История
Населённый пункт известен с 1628 года. В ХІХ столетии село Малая Девица было волостным центром Малодевицкой волости Прилукского уезда Полтавской губернии Российской империи. В селе была Троицкая церковь.
В ходе Великой Отечественной войны с 15 сентября 1941 до 19 сентября 1943 года селение находилось под немецкой оккупацией.
Посёлок городского типа с 1960 года. 
В 1973 году здесь действовали хлебный завод, кирпичный завод и маслодельный завод, а также производства черепицы, цемента и швейных изделий.
В январе 1989 года численность населения составляла 3001 человек.
По состоянию на 1 января 2013 года численность населения составляла 2138 человек.

## Экономика
Комбикормовый завод.

## Образование, культура и социальная сфера
Детский сад, поликлиника.
В 1991 году построена новая современная школа.

## Транспорт
В 2 км от центра посёлка находится железнодорожная станция Галка (на линии Нежин — Прилуки Южной железной дороги).

## Персоналии
- Крицкий, Павел Митрофанович — российский и украинский военный деятель.
- Ольга Бельская — жена главы Директории Украинской Народной Республики Симона Петлюры.
- Макаров, Николай Яковлевич — русский писатель.